# 小羊耳蒜
小羊耳蒜（学名：Liparis fargesii），为兰科羊耳蒜属下的一个植物种。